# Vlag van Scharnegoutum

Vlag van Scharnegoutum

De vlag van Scharnegoutum is de dorpsvlag van het Nederlandse dorp Scharnegoutum, in de Friese gemeente Súdwest-Fryslân. De vlag werd in 1989 geregistreerd.

## Beschrijving
De beschrijving van de vlag is als volgt:
Drie golvende hoogtebanen van blauw, geel, blauw in de verhouding van 4 : 1 : 1; in de hijs een gele vijfpuntige ster van 1/2 vlaghoogte.
De kleuren zijn afkomstig van het dorpswapen.

## Symboliek
- Ster: verwijst naar het Sneker Vijfga, een verbond tussen de dorpen Gauw, Goënga, Loënga, Offingawier en Scharnegoutum om elkaar en de stad Sneek te helpen.[2]
- Gele baan: duidt op de Zwette, een vaart door het dorp die ook deel uitmaakt van de Elfstedentocht. Een gele baan is ook terug te vinden in de vlag van Wymbritseradeel, de gemeente waar het dorp eertijds deel van uitmaakte. [2]

Kleurstelling: ontleend aan het wapen van Wymbritseradeel.